# Municipio de Wills (Indiana)
El municipio de Wills (en inglés: Wills Township) es un municipio ubicado en el condado de LaPorte en el estado estadounidense de Indiana. En el año 2010 tenía una población de 2110 habitantes y una densidad poblacional de 27,34 personas por km².

## Geografía
Según la Oficina del Censo de los Estados Unidos, tiene una superficie total de 77.18 km², de la cual 75,82 km² corresponden a tierra firme y (1,76 %) 1,35 km² es agua.

## Demografía
Según el censo de 2010, había 2110 personas residiendo. La densidad de población era de 27,34 hab./km². De los 2110 habitantes, estaba compuesto por el 99,29 % blancos, el 0,09 % eran afroamericanos, el 0,05 % eran isleños del Pacífico y el 0,57 % eran de una mezcla de razas. Del total de la población el 1,94 % eran hispanos o latinos de cualquier raza.